# Eulophia plantaginea
Eulophia plantaginea är en orkidéart som först beskrevs av Louis Marie Aubert Du Petit-Thouars, och fick sitt nu gällande namn av Robert Allen Rolfe och Bénédict Pierre Georges Hochreutiner. Eulophia plantaginea ingår i släktet Eulophia och familjen orkidéer. Inga underarter finns listade i Catalogue of Life.